# 8e groupe de reconnaissance de division d'infanterie
Le 8e groupe de reconnaissance de division d'infanterie (8e GRDI) est une unité de l'armée française créée en 1939 et rattachée à la 3 division légère d'infanterie. Elle a participé à la campagne de France lors de la Seconde Guerre mondiale. 

## Historique du8eGRDI
Il est créé le 1er mars 1940 par le dépôt de cavalerie n°13 avec des éléments prévus pour le 85e GRDI. Initialement prévu pour la 17e division d'infanterie, il monte au front le 17 mai dans la région de Montidier et de Compiègne sans être rattaché à une division d'infanterie. Mis sous les ordres du Ier corps, il effectue des reconnaissances et des patrouilles avec le 2e GRCA. 
Le 22 mai, il est rattaché à la 3e division légère d'infanterie et combat sur le canal de Somme à Ham. Le 24 mai, il est affecté au 141e régiment d'infanterie pour contre-attaquer et repousser l'ennemi de l'autre côté du canal. Il tient une partie du front jusqu'au 31 mai. Puis, il aide aux travaux défensifs des 23e et 39e division d'infanterie jusqu'au 6 juin. 
Le 6 juin, les Allemands passent à l'attaque précédés de violents bombardements. Le GRDI combat pour protéger le repli de la division à Plessis-de-Roye le 6 juin puis à Esbly le 10 juin. Il se replie ensuite vers le sud par la voie ferrée. Il combat à Sully pour protéger les points de passage sur la Loire (15-18 juin). Il combat encore à Beauché dans l'Indre le 20 juin. Il sera finalement dissous à Janailhac le 6 août 1940.

## Ordre de bataille
- Commandement : Chef d’Escadrons Sallantin[1]
- Adjoint : Capitaine Renne[1]
- Escadron Hors Rang : Capitaine Denieul[1]
- Escadron Hippomobile : Capitaine Guyard[1]
- Escadron Motorisé : Capitaine Degatier[1]
- Escadron Mitrailleuses et canons de 25 antichars  : Capitaine Devaulx de Chambord[1]

## Personnalité ayant servi au GRDI
- Henri Chas, compagnon de la Libération